# San José de Araceo
San José de Araceo är en ort i Mexiko.   Den ligger i kommunen Valle de Santiago och delstaten Guanajuato, i den centrala delen av landet, 240 km väster om huvudstaden Mexico City. San José de Araceo ligger 1 738 meter över havet och antalet invånare är 675.
Terrängen runt San José de Araceo är kuperad söderut, men norrut är den platt. Runt San José de Araceo är det ganska tätbefolkat, med 166 invånare per kvadratkilometer. Närmaste större samhälle är Valle de Santiago, 3,2 km nordväst om San José de Araceo. Trakten runt San José de Araceo består till största delen av jordbruksmark.